# Bebryce studeri
Bebryce studeri is een zachte koraalsoort uit de familie Plexauridae. De koraalsoort komt uit het geslacht Bebryce. Bebryce studeri werd in 1897 voor het eerst wetenschappelijk beschreven door Whitelegge. 